# Ragnar Carlsson
Ragnar Erik Georg Carlsson (* 16. November 2000 in Falun) ist ein schwedischer Leichtathlet, der sich auf den Hammerwurf spezialisiert hat.

## Sportliche Laufbahn
Erste internationale Erfahrungen sammelte Ragnar Carlsson bei den 2016 erstmals in Tiflis ausgetragenen Jugendeuropameisterschaften, bei denen er mit einer Weite von 75,71 m mit dem leichteren 5-kg-Hammer die Bronzemedaille gewann. Im Jahr darauf belegte er bei den U20-Europameisterschaften in Grosseto mit 74,98 m den vierten Platz und auch bei den U20-Weltmeisterschaften 2018 in Tampere wurde er mit 77,62 m Vierter. 2021 gewann er dann bei den U23-Europameisterschaften in Tallinn mit einem Wurf auf 73,85 m die Bronzemedaille hinter dem Ukrainer Mychajlo Kochan und Christos Frantzeskakis aus Griechenland. Im Jahr darauf schied er bei den Weltmeisterschaften in Eugene mit 73,45 m in der Qualifikationsrunde aus und anschließend belegte er bei den Europameisterschaften in München mit 74,00 m den neunten Platz. 2023 wurde er bei der 1. Liga der Team-Europameisterschaft im Rahmen der Europaspiele in Chorzów mit 69,61 m Neunter und im August verpasste er bei den Weltmeisterschaften in Budapest mit 72,02 m den Finaleinzug. Im Jahr darauf kam er bei den Europameisterschaften in Rom mit 72,53 m nicht über die Vorrunde hinaus. Anschließend verpasste er bei den Olympischen Sommerspielen in Paris mit 73,96 m den Finaleinzug.
In den Jahren von 2020 bis 2024 wurde Carlsson schwedischer Meister im Hammerwurf.